# Bostar
Bostar (Griego: Βώστωρ, Βώσταρος) (fl. 256 a. C.) fue un general cartaginés que combatió durante la primera guerra púnica. Uno de los tres comandantes de las fuerzas cartaginesas enviadas contra el cónsul romano Marco Atilio Régulo cuando este invadió África en 256 a. C.
Aunque los planes iniciales eran enfrentarse a las legiones romanas en la llanura, donde la superioridad cartaginesa en caballería y elefantes habría permitido oponerse a los romanos en superioridad de condiciones, los generales cartagineses retiraron el ejército a las montañas, donde las fuerzas montadas resultaban inútiles. Las tropas púnicas fueron masacradas en la Batalla de Adís, y Bostar fue tomado prisionero junto a sus dos colegas. 
Tras la muerte de Régulo, Bostar y Amílcar fueron entregados a los familiares del cónsul, quienes se comportaron con ellos con tal brutalidad que acabaron con la vida de Bostar.
Según Diodoro, la crueldad de la familia levantó tal vergüenza en Roma que los hijos de Régulo creyeron recomendable quemar el cuerpo del general y enviar sus cenizas a Cartago.